# كأس ملك إسبانيا 1946
كأس ملك إسبانيا 1946 (بالإسبانية: Copa del Generalísimo de fútbol 1946)‏ هو الموسم 42 من كأس ملك إسبانيا. أشرف على تنظيمه الاتحاد الملكي الإسباني لكرة القدم، وكان عدد الأندية المشاركة فيه 28، وفاز فيه ريال مدريد.